# Account manager
Il responsabile clientela o account manager è un soggetto che lavora per un'impresa, ed è il responsabile della gestione delle vendite e dei rapporti con determinati clienti.

## Funzioni e competenze
Si occupa di ampliare il portafoglio clienti del committente e gestire nuovi rapporti commerciali con la clientela già acquisita con vincoli contrattuali e di subordinazione ben definiti dall'azienda per cui lavora. Tra i suoi compiti, egli deve redigere i piani commerciali di una ditta ed è responsabile dei risultati conseguiti nell'ambito dell'attività aziendale. Inoltre, deve negoziare con i clienti i termini inerenti alla fornitura della merce; quindi, deve seguire l'andamento del mercato e le tendenze del settore a lui assegnato, valutando la diretta concorrenza.
Il gestore della clientela, per svolgere con precisione il proprio lavoro, deve avere soprattutto ottime doti organizzative, eccellenti capacità relazionali e forte predisposizione a lavorare per obiettivi.

## Responsabilità e ruolo
Le sue responsabilità possono variare a seconda di diversi fattori che dipendono dall'impresa per cui lavora, dalla grandezza della compagnia, dalla natura del lavoro.
Vi sono, però, aspetti che accomunano tutti i responsabili clientela, come ad esempio, oltre alle ottime doti organizzative e capacità relazionali, la conoscenza di strategie di mercato, direzione aziendale, strategie di comunicazione, gestione finanziaria, cura del grado di soddisfazione della clientela. La mole di lavoro di un responsabile clientela è strettamente legato agli obiettivi prefissati dall'azienda per cui lavora.

## Competenze e Strumenti Utilizzati
Un account manager deve possedere una conoscenza approfondita dei prodotti o servizi offerti dall'azienda e delle esigenze specifiche dei clienti. È essenziale la capacità di analizzare dati di vendita e tendenze di mercato, utilizzando strumenti di Customer Relationship Management (CRM) per gestire e ottimizzare i rapporti con i clienti. Gli account manager utilizzano tecnologie di automazione del marketing, software di analisi dei dati e piattaforme di gestione delle comunicazioni digitali per migliorare l'efficienza del loro lavoro quotidiano.